# 中山幸市
中山 幸市（なかやま こういち、1900年12月5日 - 1968年10月27日）は、日本の実業家・教育者。太平住宅株式会社創業社長で、太平音響株式会社（のちのミノルフォン、現在の徳間ジャパンコミュニケーションズ）ほか10数社の「太平グループ」代表として知られる。

## 人物
1900年（明治33年）12月5日、岡山県に生まれる。
1921年（大正10年）、大阪の関西大学専門部商科に入学、1924年（大正13年）、同校を卒業する。卒業後、兵庫県神戸市の神戸高等商船学校（現在の神戸大学海事科学部）の実務指導教師となり、夜間の商業練習学校の教諭に転じた。
1930年（昭和5年）、神戸市に関西電話建物を創業、日本電話建物（後の日本電建、現・大東建設）と改称、1933年（昭和8年）、同社を東京に進出させた。1937年（昭和12年）、同社を退社、神戸市に日華貿易を創業した。1942年（昭和17年）、日本電話建物に復帰するが、1945年（昭和20年）の第二次世界大戦末期に再び退社した。
戦後、1950年（昭和25年）、太平住宅を創業、社長に就任する。同社は、3割の頭金のみで家を建てる方式を確立し、日本電建、殖産住宅相互と並ぶ「割賦三社」と呼ばれた。1953年（昭和28年）、太平火災を創業、社長に就任する。
1956年（昭和31年）、母校の関西大学法人評議員に選出され、連続4期を務めた。1959年（昭和34年）、関西大学経済学博士の学位を論文により取得。のちに、大阪商業大学教授に就任した。
1960年（昭和35年）10月1日、太平ビルサービスを創業、社長に就任する。1962年（昭和37年）以降、太平観光（1963年創業）、太平音響（のちのミノルフォン、現在の徳間ジャパンコミュニケーションズ、1965年創業）、太平出版社（1965年創業）、タイヘイフィルム（1965年創業）等の10数社にもおよぶ関連会社を創業し、「太平グループ」を築いた。なかでも太平音響は作曲家の遠藤実を専務取締役に迎え、「ミノルフォン」のレーベル名で知られた。
1968年（昭和43年）10月27日、死去した。満67歳没。『中山幸市代表逝去』という16ミリ映画が撮られ、現在同作の版権は徳間書店が管理している。

## ビブリオグラフィ
- 『火災に因る災害補償制度』、成文堂、1959年
- 『現代日本の百人』、太平出版、1968年
- 『私の履歴書 経済人 10』、共著野村与曽市・三島海雲・植村甲午郎・堀江薫雄・岡崎嘉平太、日本経済新聞社、1980年 / 1985年 ISBN 4532030609